# Westerdokseiland
Westerdokseiland est à la fois une île et un quartier de l'arrondissement Centrum d'Amsterdam, aux Pays-Bas. Située entre le Westerdok et l'IJ, elle fut créée en 1832 lors de l'aménagement de la digue du Westerdoksdam qui permit d'isoler les Westelijke Eilanden des eaux de l'IJ, encore soumises au phénomène de marée à l'époque. Le quartier de Oosterdok fut créé au même moment et sur le même modèle.
L'île fut dans un premier temps utilisée pour permettre l'aménagement de lignes de chemin de fer. Dans la période récente, de nombreux logements ont été construits sur l'île le long de la rive sud de l'IJ. Les eaux du Westerdok sont aujourd'hui entre autres utilisées comme Marina.